# كمال لطيف

تموقع وتصنيفات بعض الشخصيات داخل دوائر كمال لطيف حسب سجل المكالمات

كمال اللطيف  (ولد سنة 1955 في حمام سوسة) هو رجل أعمال تونسي مؤثر في المجال السياسي.

ظهر إسمه كثيرا بعد الثورة التونسية وبدأ التساؤل حول دوره في الثورة ومدى نفوذه في عهد الرئيس التونسي السابق زين العابدين بن علي.

له قرابة كبيرة بالرئيس التونسي الأسبق زين العابدين بن علي و زوجته ليلى بن علي، وصفه وزير الداخلية فرحات الراجحي الذي شغل المنصب في عهد الرئيس بن علي بأنه زعيم حكومة الظل في تونس و المسؤول عن عدة مشاكل و جرائم سياسية في تونس.

## مقالات ذات صلة
- تاريخ تونس منذ 1956

## وصلات خارجية
- ملفات عن كمال اللطيف في موقع نواة.
- دراسة : تفكيك إحصائي لشبكة كمال لطيف, نواة، 12 نوفمبر 2012.